# Колесниченко, Виталий Онуфриевич
Виталий Онуфриевич Колесниченко (7 [20] августа 1905, Белая Церковь, Киевская губерния — 14 января 1998, Рига) — главный конструктор Рижского вагоностроительного завода Латвийского совнархоза. Герой Социалистического Труда (1965). Лауреат Государственной премии Латвийской ССР.

## Биография
Родился 7 (20) августа 1905 году в крестьянской семье в г. Белая Церковь Киевской губернии. После окончания Киевского политехнического института трудился инженером на Днепродзержинском вагоностроительном заводе имени газеты «Правда» («Днепровагонмаш»). В 1940 году в составе комиссии участвовал в национализации латвийской компании «Вайрогс», выпускавшей автомобили и железнодорожные вагоны. На производственной базе этой компании был в будущем создан Рижский вагоностроительный завод.
После начала Великой Отечественной войны вместе с коллективом завода «Днепровагонмаш» эвакуировался в посёлок Чесноковка (сегодня — Новоалтайск) Алтайского края. На базе местного деревообрабатывающего завода эвакуированные сотрудники в течение двух месяцев создали Алтайский вагоностроительный завод, который стал выпускать продукцию для фронта. Виталий Колесниченко был назначен главным технологом этого завода. За выдающиеся трудовые достижения коллектива и значительное участие в обороне страны в годы Великой Отечественной войны Алтайский завода был награждён Орденом Отечественной войны 1 степени. Главный технолог завода Виталий Колесниченко был награждён в 1944 году Орденом Красной Звезды. С 1945 года Алтайский вагоностроительный завод перешёл на выпуск продукции мирного назначения.
С 1949 года — главный технолог Рижского вагоностроительного завода. Сыграл значительную роль в организации производства советского трамваестроения. Занимался конструированием и выпуском высокопольного трамвайного вагона РВЗ-6, который выпускался на Рижском вагоностроительном заводе с 1960 по 1987 год и стал самой массой моделью трамвая, использовавшейся на территории СССР. Совместно с конструкторами Рижского эоектромашиностроительного завода, Московского электромашиностроительного завода «Динамо» проектировал в 1957 году электропоезд постоянного тока ЭР1, в 1958 году — двухвагонную секцию электропоезда переменного тока ЭР7, в 1959 году — десятивагонный ЭР6. В последующие годы на заводе был создан четырёхвагонный поезд постоянного тока ЭР10, который стал основой для массовой модели ЭР22, которая выпускалась на заводе с 1964 по 1979 года.
Указом Президиума Верховного Совета СССР от 1 октября 1965 года удостоен звания Героя Социалистического Труда «за выдающиеся заслуги, достигнутые в развитии промышленности и науки Латвийской ССР» с вручением ордена Ленина и золотой медали Серп и Молот.
Будучи на пенсии, трудился старшим научным сотрудником Рижского филиала ВНИИ вагоностроения.
Умер в Риге, Латвия 14 января 1998 года. Похоронен на Яунциемском кладбище.

## Сочинения
- Соавтор книги «Электропоезд ЭР1», Государственное транспортное железнодорожное издательство, 1958.

## Награды и звания
- Герой Социалистического Труда
- Орден Ленина
- Орден Красной Звезды (11.05.1944)
- Заслуженный деятель науки и техники Латвийской ССР (1964)
- Лауреат Государственной премии Латвийской ССР (1965)